# Slobodna Dalmacija
Slobodna Dalmacija (с хорв. — «Свободная Далмация») — хорватская ежедневная газета, издаваемая в городе Сплит.

## История
Газету Slobodna Dalmacija начали выпускать югославские партизаны. Первый выпуск вышел 17 июня 1943 года и был напечатан в каменном амбаре на горе Мосор около Сплита, оккупированного на тот момент итальянцами. Долгое время газета выпускалась в разных городах, пока Сплита не был освобождён от немцев и усташей 26 октября 1944 года, а со следующего дня газета стала издаваться исключительно в этом городе.
Изначально предполагалось, что газета будет освещать местные новости Далмации, однако в последующие годы Slobodna Dalmacija стала одной из наиболее популярных газет Югославии, пик популярности которой пришёлся на конец 1980-х годов. Особую известность приносила колонка юмора. В газете публиковались такие журналисты и юмористы, как Миленко Смое, Джермано Чичо Сенянович и трио основателей Feral Tribune (Виктор Иванчич, Предраг Луцич и Борис Дежулович.
В конце существования эпохи Югославии главный редактор Йошко Кулушич сделал газету форумом для обсуждения новых политических идей. В начале 1990-х газета заслужила репутацию издания, в которой работали журналисты самых разных политических предпочтений — от крайне левых до правых проправительственных. Тем не менее, правившее Хорватское демократическое содружество всяческих клеймило газету как пролиберальную, прокоммунистическую и проюгославскую. В те годы тираж газеты варьировался от 90 до 100 тысяч экземпляров.
В 1992 году правительство начало подавать в суд на газету, что привело к серии громких скандалов. Самым громким скандалом стала приватизация газеты: её новым владельцем стал загребский бизнесмен Мирослав Кутле. Попытку передачи газеты в руки Кутле попытались сорвать путём забастовки, однако к марту 1993 года процедура приватизации завершилась. После окончания войны в Хорватии у газеты начались финансовые проблемы, и газету обратно выкупило правительство. Однако в публикациях газеты сохранялся жёсткий националистический тон, который не был сбавлен даже в первый год работы левоцентристского правительства Ивицы Рачана. 3 июня 1999 года начал работу веб-сайт газеты.
В 2005 году Slobodna Dalmacija снова была приватизирована и продана издательской группе Europapress Holding, которая к тому моменту владела другой газетой, Jutarnji list. В 2014 году газету приобрёл Мариян Ханжекович, что привело к усилению правых политических настроений в публикациях. Дело дошло до того, что левым журналистам даже запрещали публиковать статьи на определённые темы (в частности, от этого пострадал Дамир Пилич в 2015 году). Из газеты были уволены журналисты либерального круга (в том числе Борис Дежулович), и появились новые сотрудники, придерживавшиеся крайне правых взглядов.

## Главные редакторы
- 1943—1944: Шериф Шехович (хорв. Šerif Šehović)
- 1944—1945: Невен Шегвич[хорв.] (хорв. Neven Šegvić)
- 1945—1946: Петар Шегвич[хорв.] (хорв. Petar Šegvić)
- 1946—1947: Антун Маштрович (хорв. Antun Maštrović)
- 1947—1949: Божидар Новак[хорв.] (хорв. Božidar Novak)
- 1949: Бранко Караджолев (хорв. Branko Karadžolev)
- 1949—1951: Владимир Пилепич (хорв. Vladimir Pilepić)
- 1951: Игор Радинович (хорв. Igor Radinović)
- 1951—1953: Игор Пршен (хорв. Igor Pršen)
- 1955—1957: Никола Дисопра (хорв. Nikola Disopra)
- 1957—1965: Сибе Квесич[хорв.] (хорв. Sibe Kvesić)
- 1965—1973: Хрвое Баричич (хорв. Hrvoje Baričić)
- 1973—1978: Марин Кузмич[хорв.] (хорв. Marin Kuzmić)
- 1982—1983: Йошко Францески (хорв. Joško Franceschi)
- 1983—1993: Йошко Кулушич (хорв. Joško Kulušić)
- 1993—1994: Дино Микуландра (хорв. Dino Mikulandra)
- 1994—1996: Йосип Йович[хорв.] (хорв. Josip Jović)
- 1996—1997: Крунослав Клякович (хорв. Krunoslav Kljaković)
- 1997—1998: Мирослав Ивич (хорв. Miroslav Ivić)
- 1998—2000: Олга Рамляк[хорв.] (хорв. Olga Ramljak)
- 2000—2001: Йосип Йович[хорв.] (хорв. Josip Jović)
- 2001—2005: Дражен Гудич (хорв. Dražen Gudić)
- 2005—2008: Младен Плеше (хорв. Mladen Pleše)
- 2008—2010: Зоран Кржель (хорв. Zoran Krželj)
- 2010—2014: Крунослав Клякович (хорв. Krunoslav Kljaković)
- 2014—2017: Иво Бонкович (хорв. Ivo Bonković)
- 2017—2021: Ядран Капор (хорв. Jadran Kapor)
- 2021—н.в.: Сандра Лапенда-Лемо (хорв. Sandra Lapenda-Lemo)